# Barbourula kalimantanensis
Barbourula kalimantanensisは、スズガエル科に属するカエルの1種。肺が退化しており、皮膚呼吸のみで生きている唯一の無尾目であるとされていた。国際自然保護連合編、岩槻・太田訳（2014、285頁）では、「ボルネオハイナシガエル」として紹介している。

## 概要
1978年に Djoko Iskandar によって発見・記載された。この時採集された個体は1匹のみだったが、1995年には Iskandar によって同じ場所でもう1匹が採集されている。この2個体はいずれも雄であった。2008年になって David Bickford らの研究チームが別の場所で新たな個体群を発見した。この時初めてDNA採集目的の解剖が行われ、本種は肺を持たないと初めて報告された。肺を持たない両生類は、有尾目のプレソドン科や無足目のミズアシナシイモリ科では知られているが、無尾目では初めての発見であると思われていた。しかし、2024年に発表された研究により、小さいながらも実際には肺を持っていることが判明した。

## 特徴
雄が頭胴長66mm、雌が77.7mmの中型のカエルである。頭部を含めた体が極端に扁平であることが特徴で、英語では"Bornean Flat-headed Frog" と呼ばれる。体色は茶色で、黒いまだら模様がある。アルコールに保存した標本では色が黒っぽくなり、まだら模様は茶色から黄色に変色する。背面には皺が多く、背面後方から後肢には小さい疣がある。腹面は滑らかである。吻は丸く、鼻孔は吻端に位置し、皮膚表面から突き出さない。鼻孔と目の間の隙間はなく、鼻孔の上に目が接している。雄は鳴嚢を持たない。雌は総排出腔の両側に三角形の筋肉の突起があり、この構造は"anal clasper"として知られる。

## 生態
地球上で2箇所、ボルネオ島を流れるカプアス川とメラウィ川流域の限られた地域にのみ生息している事が確認されている。カプアス川では Nanga Pinoh から南へ約33kmの地点、メラウィ川では Nanga Pintas から上流へ約1kmの地点である。いずれもインドネシアの西カリマンタン州に属する。現在知られているよりもう少し生息域は広い可能性があるが、いずれにしてもその範囲は狭いであろうことが予測されている。個体数が非常に少ないので、生態は断片的な事しかわかっていない。
川幅20-50mの、岩が多く澄んだ河川の水深0.5-5mの岩の下に生息している。流速2 (m/秒)から5 (m/秒)という流れの速い場所に生息する。このような急流では、体内に肺を持つとその浮力によって遊泳が困難となるため、肺を二次的に喪失したと考えられている。生息域の水温は14-17℃と低温である。低温の水には溶存酸素が多く、酸素の供給はこの水を介した皮膚呼吸に完全に依存していると考えられる。このためか、森の外では発見されていない。体が扁平であることには、水と接触する表面積を増加させる意味があると考えられる。また、本種は恒温動物より代謝の低い変温動物で、より少ない酸素量で生存できるため、このような方法でも充分な酸素を得られていると考えられる。どのように肺を欠く成長をするのか、例えばそれが内臓を発生させる役割を持つ遺伝子のうち、肺に関わるもののみ発現しないようになっているのかといったメカニズムは不明である。また、繁殖行動については野生での確認がされていないため不明である。

## 保全状況
生息場所は危機的な状況にあると考えられている。周辺では違法な樹木の伐採や金の採掘がおこなわれており、生息場所の環境が変動する事で簡単に絶滅するのではないかと懸念されている。樹木の減少は水温の上昇をもたらすため、冷水の溶存酸素に依存する本種には致命的である。また金の採掘は、流出する汚泥や水銀などでの水質汚染による環境の悪化も懸念される。国際自然保護連合（IUCN）のレッドリストでは2004年時点で絶滅危惧 (Endangered) B2ab (iii) に評価されている。ワシントン条約では付属書Iに掲載されている。